# Chloe Bridges
Chloe Suazo, känd som Chloe Bridges, född 27 december 1991 i Houma, Louisiana, är en amerikansk skådespelare. Hon är bland annat känd för att ha spelat rollen som Zoey Moreno i sitcomserien Freddie och Dana Turner i Disney Channelfilmen Camp Rock 2: The Final Jam. Hon har även medverkat i filmerna Forget Me Not, Family Weekend, The Final Girls och Nightlight och spelat rollen som Donna LaDonna i The Carrie Diaries, Sydney i Pretty Little Liars och Kibby i Daytime Divas.
Bridges lever sedan 2015 ihop med skådespelaren Adam DeVine som hon träffade under inspelningen av The Final Girls. I oktober 2019 meddelade paret att de hade förlovat sig. Paret gifte sig i oktober 2021.